# 姚孝女
姚孝女，明朝浙江余姚人，嫁到了吴家。
她的母亲出門打水，被老虎衔走，姚氏女追上拉住虎尾，老虎想要向前跑，姚氏女更用力拉住它，虎尾因此被拉断，老忍虎负痛跃走逃去。姚氏背着母亲回家，用药物将她治愈，又奉养母亲二十年。